# Philippe Chabasse
Philippe Chabasse est un médecin français.

## Biographie
Ancien élève du Lycée Condorcet, il devient médecin après des études à l'Université Paris-XI. Dès lors, il s'engage pour Médecins sans frontières avant de devenir pendant vingt ans, de 1984 à 2004, codirecteur de l’association Handicap International[réf. souhaitée].
Il est vice-président de la plate-forme des ONG françaises Coordination SUD[réf. souhaitée], membre de la Commission nationale consultative des droits de l'homme. Philippe Chabasse est le cofondateur de la Campagne internationale pour interdire les mines, association qui reçut le Prix Nobel de la paix en 1997 avec Jody Williams[source insuffisante].
Il a également été chargé d’enseignement à Sciences Po Paris et au Centre des hautes études internationales, ainsi que professeur au Collège d'Europe à Bruges[réf. souhaitée].
En 2005 il a créé C&F Conseil, un cabinet conseil chargé d'accompagner les entreprises dans la mise en œuvre de leur politique RSE[réf. souhaitée].
Depuis 2007 et en partenariat avec AG2R La Mondiale, il collabore avec l'association Habitat et Humanisme sur le développement d'habitats alternatifs adaptés au vieillissement des locataires du parc social[réf. souhaitée].
Depuis 2017, il est l'un des 15 membres du Comité Label IDEAS[réf. souhaitée], organe de délivrance du Label IDEAS. Il est également membre du Conseil d'administration de la Fonda depuis 2019[réf. souhaitée].

## Publications
- "Mines en Afghanistan : la guerre après la guerre", par Philippe Chabasse, Le Monde, le 01 novembre 2001[3]
- Humanitaire Une vie d’actions, Philippe Chabasse, avec Camille Sayart, Éditions Alisio, 2018